# Mosconi Cup
Mosconi Cup – turniej bilardowy w dziewiątkę, rozgrywany nieprzerwanie od 1994 pomiędzy drużynami reprezentującymi Europę i Stany Zjednoczone. W każdej edycji startuje dziesięciu zawodników: pięciu z Europy i pięciu ze Stanów Zjednoczonych. Rywalizacja toczona jest do określonej liczby punktów, zdobywanych przez zwycięstwo w meczach singlowych, deblowych oraz w meczu drużynowym.

## Miejsce rozgrywek
W latach 1994–2002 turniej rozgrywano w Wielkiej Brytanii. W 1995 zawodnicy grali w Basildon w hrabstwie Essex, natomiast w pozostałych latach w Londynie. Od 2003 turniej rozgrywany jest naprzemiennie w Stanach Zjednoczonych lub w Europie. W 2008 zawodnicy po raz pierwszy w historii turnieju grali na Malcie. Amerykańskie edycje turnieju odbywały się w Las Vegas.

## Tabela wyników
Źródło.
| Rok  | Miejsce        | Zwycięzca         | Przegrany         | Wynik | Stan rywalizacji |
| ---- | -------------- | ----------------- | ----------------- | ----- | ---------------- |
| 1994 | Londyn         | Stany Zjednoczone | Europa            | 16-12 | 1-0              |
| 1995 | Basildon       | Europa            | Stany Zjednoczone | 16-15 | 1-1              |
| 1996 | Londyn         | Stany Zjednoczone | Europa            | 15-13 | 2-1              |
| 1997 | Londyn         | Stany Zjednoczone | Europa            | 13-8  | 3-1              |
| 1998 | Londyn         | Stany Zjednoczone | Europa            | 13-9  | 4-1              |
| 1999 | Londyn         | Stany Zjednoczone | Europa            | 12-7  | 5-1              |
| 2000 | Londyn         | Stany Zjednoczone | Europa            | 12-9  | 6-1              |
| 2001 | Londyn         | Stany Zjednoczone | Europa            | 12-1  | 7-1              |
| 2002 | Londyn         | Europa            | Stany Zjednoczone | 12-9  | 7-2              |
| 2003 | Las Vegas      | Stany Zjednoczone | Europa            | 11-9  | 8-2              |
| 2004 | Egmond aan Zee | Stany Zjednoczone | Europa            | 12-9  | 9-2              |
| 2005 | Las Vegas      | Stany Zjednoczone | Europa            | 11-6  | 10-2             |
| 2006 | Rotterdam      | Remis             | Remis             | 12-12 | 10-2             |
| 2007 | Las Vegas      | Europa            | Stany Zjednoczone | 11-8  | 10-3             |
| 2008 | St. Julian’s   | Europa            | Stany Zjednoczone | 11-5  | 10-4             |
| 2009 | Las Vegas      | Stany Zjednoczone | Europa            | 11-7  | 11-4             |
| 2010 | Londyn         | Europa            | Stany Zjednoczone | 11-8  | 11-5             |
| 2011 | Las Vegas      | Europa            | Stany Zjednoczone | 11-7  | 11-6             |
| 2012 | Londyn         | Europa            | Stany Zjednoczone | 11-9  | 11-7             |
| 2013 | Las Vegas      | Europa            | Stany Zjednoczone | 11-2  | 11-8             |
| 2014 | Blackpool      | Europa            | Stany Zjednoczone | 11-5  | 11-9             |
| 2015 | Las Vegas      | Europa            | Stany Zjednoczone | 11-7  | 11-10            |
| 2016 | Londyn         | Europa            | Stany Zjednoczone | 11-3  | 11-11            |
| 2017 | Las Vegas      | Europa            | Stany Zjednoczone | 11-4  | 11-12            |
| 2018 | Londyn         | Stany Zjednoczone | Europa            | 11-9  | 12-12            |
| 2019 | Las Vegas      | Stany Zjednoczone | Europa            | 11-8  | 13-12            |
| 2020 | Coventry       | Europa            | Stany Zjednoczone | 11-3  | 13-13            |
| 2021 | Londyn         | Europa            | Stany Zjednoczone | 11-6  | 13-14            |
| 2022 | Las Vegas      | Europa            | Stany Zjednoczone | 11-7  | 13-15            |
| 2023 | Londyn         | Europa            | Stany Zjednoczone | 11-3  | 13-16            |
| 2024 | Orlando        | Europa            | Stany Zjednoczone | 11-6  | 13-17            |

W 2006 roku, przy remisie, Stany Zjednoczone zachowały tytuł jako poprzednio prowadzący.